# Les Beaux Romans dramatiques
Les Beaux Romans dramatiques est une collection hebdomadaire de romans populaires paraissant le samedi, éditée à partir du 23 janvier 1932, par la Librairie Jules Tallandier. La collection semble disparaître peu avant la Seconde Guerre mondiale, mais la numérotation s'arrête après mai 1933 (soit 67 titres).
Cette collection, lancée au prix de 2,75 francs, est la reprise ou la suite de la collection « Romans célèbres et drames d'amour », qui compta 213 titres, et dont le dernier fut publié le 16 janvier 1932. « Les ouvrages de cette collection captivent les lecteurs que les passions et les drames attirent irrésistiblement » précise la quatrième de couverture des premiers titres publiés. Certains titres sont des rééditions de la collection « Le Livre national ». Les illustrations de couverture sont l'œuvre de Maurice Toussaint,.

## Liste des titres

### 1932
- 1 Roger la Honte par Jules Mary
- 2 La Marchande de bonheur par Arthur Bernède
- 3 Rossignolette par Marcel Priollet
- 4 Le Chemin du péché par René Vincy
- 5 L’Amour commande par Jean-Louis Morgins
- 6 Le Secret de l'enfant par Paul Rouget
- 7 L'Amour prophète par Georges Montignac
- 8 L'Inconnue par Mme Stanislas-Meunier
- 9 Le Collier de perles par José de Bérys et Y. Maisonneuve
- 10 L'Ensorceleuse par Claude Syrvall
- 11 Pour l'amour d'une reine par Paul Sébillot
- 12 La Haine du « Vieux Forban » par Valère Esscau
- 13 Le Secret de la tête tranchée par Edmond Romazières
- 14 La Vénus au diadème par Pierre Chantaigne
- 15 Le Troisième Œil de Çiva par Charles Omessa
- 16 C'était un Don Juan par Paul Darcy
- 17 Louison par Claude Syrvall
- 18 Le Calvaire de Nadia Vérine par Claude Valmont
- 19 Marga par Jean-Louis Morgins
- 20 Droit au cœur par Maurice Boué et Édouard Aujay
- 21 L'Amoureuse en détresse par Maurice Mario
- 22 Amours d'Orient par Gilles Cordouan
- 23 Aux Bat’ d'Af’ par Aristide Bruant
- 24 L'Amour de Tartuffe par Jean Rosmer
- 25 L'Homme qui tuait par Charles Vayre
- 26 Va... petit mousse ! par Arthur Bernède
- 27 De la mort à l'amour par Pierre Lavaur
- 28 Maîtresse de son cœur par René Vincy
- 29 Amoureuse de Bonaparte par Rodolphe Bringer
- 30 Au rouet bourguignon par Gaston-Charles Richard
- 31 Michèle l'aventureuse par George Fronval
- 32 L'Ami du mari par Jules Mary
- 33 La Garrigue hantée par Jean de Barasc
- 34 Yvonne la simple par Georges Maldague
- 35 La Traverse par Pierre Louvain
- 36 Deux cœurs se cherchent par H. J. Magog
- 37 La Fille de Mandrin par Georges Le Faure
- 38 Quand on cherche l'amour par Marcel Allain
- 39 Tante Germaine par Paul d'Aigremont[4]
- 40 Fleur d'ajonc par Charles Vayre
- 41 Cœur de mère par Jules de Gastyne
- 42 Monna, ma fleur d'amour ! par Jacques Brienne
- 43 Le Tendre Feu qui couve par Jean de Saint-Marc
- 44 Forban d'amour par Paul de Garros
- 45 Le Carrefour des détresses par Gilles Cordouan
- 46 Amoureuse magicienne par Léonce Prache
- 47 Suppliciée ! par Jules Mary
- 48 Un cœur qui s'égare par Maurice Mario
- 49 L'Infâme Trahison par Jean Tranchant

### 1933
- 50 Le Bonheur de l'aimée par Henriette Langlade
- 51 Parvenir par Adrien Gaignon
- 52 Celle qu'il n'attendait plus par Jean de Lapeyrière
- 53 La Belle Créole au cœur brisé par Claude Syrvall
- 54 Le Naufrage d'un cœur par Charles Vayre
- 55 La Route douloureuse par Raphaël Parault
- 56 Don Juan pris au piège par Gille Cordouan
- 57 Tu me vengeras par Jean Petithuguenin
- 58 Fanoche par Étienne de Riche
- 59 La Tueuse d'hommes par Henry de Golen
- 60 Les ailes de l'amour par Y. Denis Le Sève
- 61 L'Union tragique par Pierre Lavaur
- 62 Fille de lord par Charles Vayre & Charles Cluny
- 63 La Route ensorcelée par Gabriel Bernard
- 64 L'Homme de la nuit par Jean-Louis Morgins
- 65 Jean Fravières, marin par Jean Mauclère
- 66 Les esclaves de l'opium par Violetta d'Argens
- 67 L'Énigmatique Marielle par Eve Paul-Margueritte (dernier titre numéroté)

### Après mai 1933, non numérotés
- La Tendresse émerveillée par René Vincy, 1934 ?
- Martyres de l'amour par Arthur Bernède, 1938 ?